# Don Jon
Don Jon (werktitel Don Jon's Addiction) is een tragikomische film, waarmee Joseph Gordon-Levitt zowel zijn regie- als schrijfdebuut maakte. Hij speelt zelf ook de titelrol. De film ging op 18 januari 2013 in première op het Sundance Film Festival en werd genomineerd voor onder meer een Independent Spirit Award voor beste eerste scenario.

## Verhaal
Jon Martello (Gordon-Levitt) objectiveert alles in zijn leven. Hij heeft een afgebakend rijtje onderwerpen waar hij waarde aan hecht: zijn lichaam, zijn huis, zijn auto, zijn familie, zijn kerk, zijn vrienden, vrouwen en porno. Zijn vrienden noemen hem 'Don Jon' vanwege zijn vermogen om stelselmatig vrouwen te versieren die in hun ogen 'een 8 of hoger' zijn. Martello bouwt zodoende aan een recordaantal van deze vrouwen die hij in achtereenvolgende weekenden in bed krijgt. Desondanks haalt hij seksueel meer voldoening uit het dagelijks bekijken van aanzienlijke hoeveelheden porno op het internet en het masturberen daarbij. De echte vrouwen die hij versiert, voldoen geen van allen aan het beeld dat hij zich door middel van pornofilms heeft gevormd van de ideale partner.
Tijdens zijn zoveelste weekend van vrouwenjacht in de discotheek, valt Martellos oog op Barbara Sugarman (Scarlett Johansson), 'een 10'. Hij probeert haar te versieren, maar verder dan een zoen laat ze hem tijdens hun eerste ontmoeting niet komen. Ze vertrekt zonder haar naam te noemen. Martello achterhaalt die door rond te vragen, zoekt haar vervolgens op op internet en maakt een afspraak met haar. Sugarman is zich bewust van de moeite die Martello heeft gedaan om haar terug te vinden en draagt hem op een aantal dingen te doen die zij verwacht van een goede partner voor hij met haar naar bed mag. Zo wil ze zijn ouders (Tony Danza en Glenne Headly) en zus (Brie Larson) ontmoeten, moet hij mee naar romantische films in de bioscoop en gaat hij een avondcursus volgen om zijn kansen op een baan met hoger aanzien te vergroten. Zijn werk als ober vindt Sugarman niet goed genoeg. Martello voldoet aan al haar wensen, waarna Sugarman met hem naar bed gaat. Ondanks dat hij zodoende zijn ideale vrouw helemaal voor zich heeft gewonnen, bevredigt Martellos seksleven hem nog altijd niet. Hij blijft naast de seks met Sugarman zijn heil zoeken in internetporno, waar hij nog steeds meer voldoening uit haalt. De eerste keer dat Sugarman hem hierbij betrapt, moet hij beloven er nooit meer naar te kijken. De tweede keer verbreekt ze hun relatie.
Wanneer Martello weer op de avondcursus is, zoekt hij contact met de oudere Esther (Julianne Moore). Zij heeft hem eerder betrapt bij het kijken naar porno op zijn telefoon en hem vervolgens een band met porno die zij mooi vindt gegeven. Pogingen om verder in contact met hem te komen, wimpelde Martello voorheen af, maar nu gaat hij dit zelf aan. Ze raken in gesprek, onder meer over porno. Wanneer Martello haar compleet eerlijk vertelt over wat dit voor hem betekent, beseft Esther dat hij zo opgaat in deze fantasiewereld dat hij niet beseft dat er een onderscheid is tussen dat en de realiteit. Hij is niet in staat vrouwen te zien als wat ze werkelijk zijn, maar alleen als objecten die onderdeel uitmaken van fantasieën. Ze probeert hem dit duidelijk te maken door niet alleen seks met hem te hebben, maar ook gesprekken met hem te voeren en allerlei activiteiten met hem te ondernemen die niets met seks te maken hebben. Ze vertelt hem over haar eigen achtergrond, over haar man en kind die veertien maanden eerder omkwamen bij een auto-ongeluk en het feit dat ze nog midden in het rouwproces hierover zit. Langzaam maar zeker raakt Martello in staat écht contact te maken met andere mensen en oog te krijgen voor andere zaken die het leven kleuren dan die in het cirkeltje waarin hij altijd draaide.

## Rolverdeling
| Acteur               | Personage              | Opmerkingen      |
| -------------------- | ---------------------- | ---------------- |
| Joseph Gordon-Levitt | Jon "Don Jon" Martello | Tevens regisseur |
| Scarlett Johansson   | Barbara Sugarman       |                  |
| Julianne Moore       | Esther                 |                  |
| Tony Danza           | Jons vader             |                  |
| Brie Larson          | Jons zus               |                  |
| Lindsey Broad        | Lauren                 |                  |
| Rob Brown            | Bobby                  |                  |
| Italia Ricci         | Gina                   |                  |
| Jeremy Luke          | Danny                  |                  |
| Sloane Avery         | Patricia               |                  |
| Amanda Perez         | Lisa                   |                  |
| Loanne Bishop        | Barbara's moeder       |                  |

## Ontvangst
De hoofdredacteur van Entertainment Weekly Jess Cagle noemde de film "een van de beste films die ik zag op het festival" en schreef: "Don Jon is ook Gordon-Levitt's regiedebuut, grappig, ontroerend, slim en uiterst zelfverzekerd. Het zal hem ongetwijfeld een van Hollywoods opwindendste nieuwe regisseurs maken."